# Gadila braziliensis
Gadila braziliensis is een Scaphopodasoort uit de familie van de Gadilidae. De wetenschappelijke naam van de soort is voor het eerst geldig gepubliceerd in 1920 door Henderson.